# Sumator (maszyna biurowa)

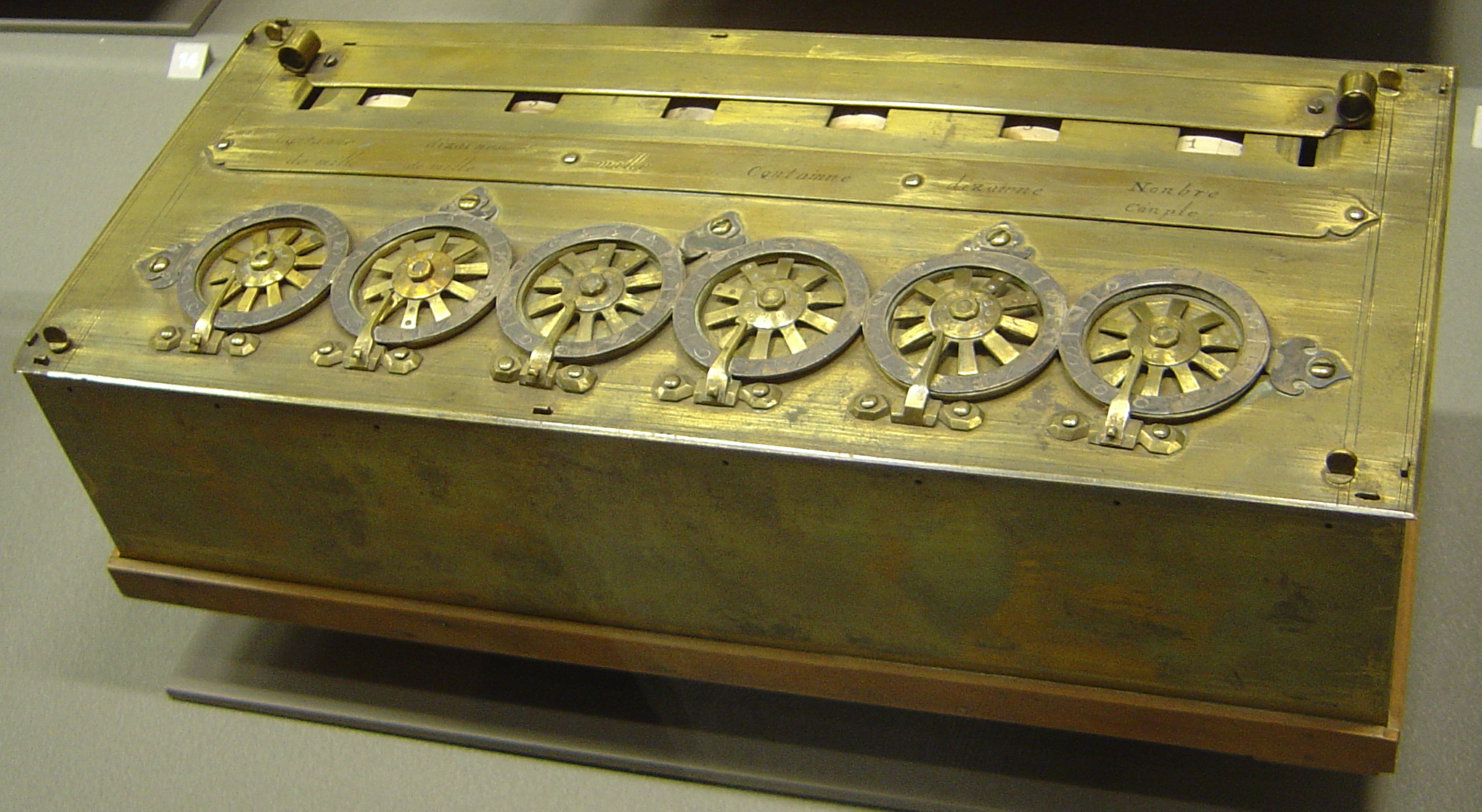
Pascalina

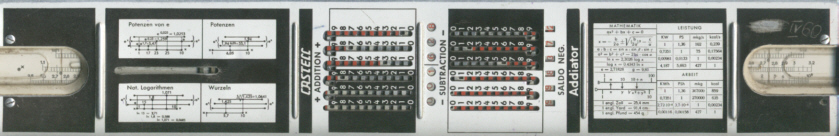
Suwak logarytmiczny z sumatorem do dodawania i odejmowania liczb 6-cyfrowych

Sumator (maszyna do dodawania) – maszyna biurowa albo jej część wykonująca dwa lub trzy podstawowe działania arytmetyczne: dodawanie, odejmowanie i mnożenie. Często utożsamiany z prostym urządzeniem liczącym zbudowanym z przesuwnych listewek.
Jej rozszerzeniem jest arytmometr, mogący dodatkowo dzielić.